# Caraga (Davao Oriental)
Caraga è una municipalità di terza classe delle Filippine, situata nella Provincia di Davao Oriental, nella Regione del Davao.
Caraga è formata da 17 baranggay:
- Alvar
- Caningag
- Don Leon Balante
- Lamiawan
- Manorigao
- Mercedes
- Palma Gil
- Pichon
- Poblacion
- San Antonio
- San Jose
- San Luis
- San Miguel
- San Pedro
- Santa Fe
- Santiago
- Sobrecarey